# Bledsjön
Bledsjön (slovenska: Blejsko jezero) är en issjö i juliska alperna, nordvästra Slovenien. Sjön är belägen vid staden Bled och ett populärt turistmål.

## Geografi och historia
Sjön är 2 120 m lång och 1 380 meter bred, med ett maxdjup på 30,6 meter. Sjön är belägen i en pittoresk miljö omgärdad av berg och skogar. Ett medeltida slott överblickar sjön från den norra stranden. Mitt i sjön ligger Bledön (sln. Blejski otok), den enda naturliga ön i Slovenien. Ön har ett flertal byggnader, bland annat kyrkan Cerkev Marijinega vnebovzetja som byggdes på 1400-talet. Kyrkan används regelbundet till bröllop och har ett 52 meter högt torn som syns från stranden. 
Sjön är även välkänd bland roddare för sina bra förhållanden för sporten. Bledsjön var även värd för världsmästerskapen i rodd 1966, 1979, 1989 och 2011.
Bledsjön är belägen 35 kilometer från Ljubljanas internationella flygplats och från Sloveniens huvudstad Ljubljana.

## Galleri

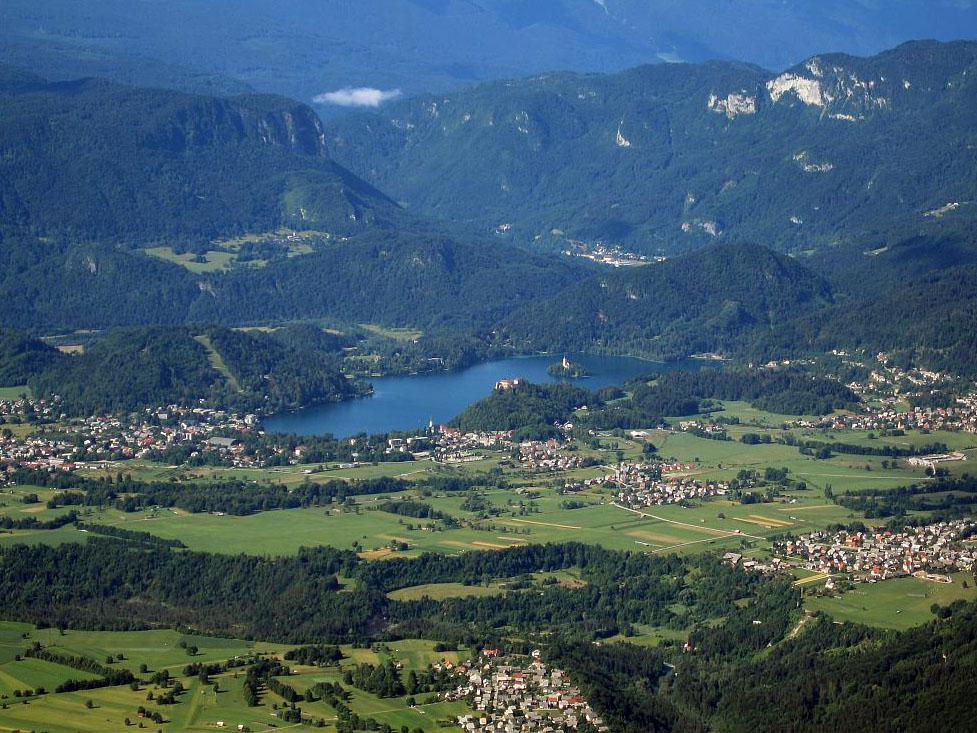
Flygfoto
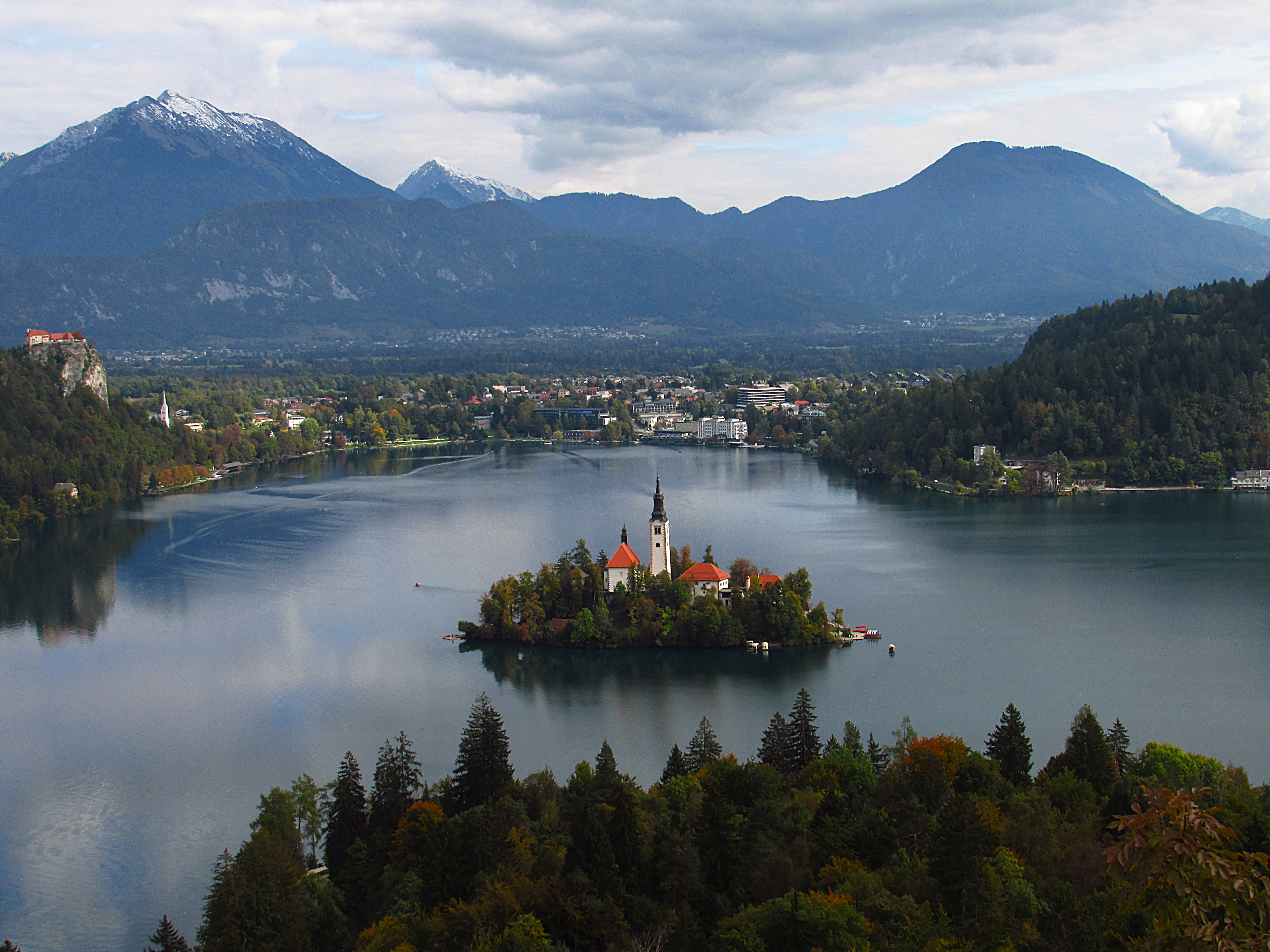
Bledsjön
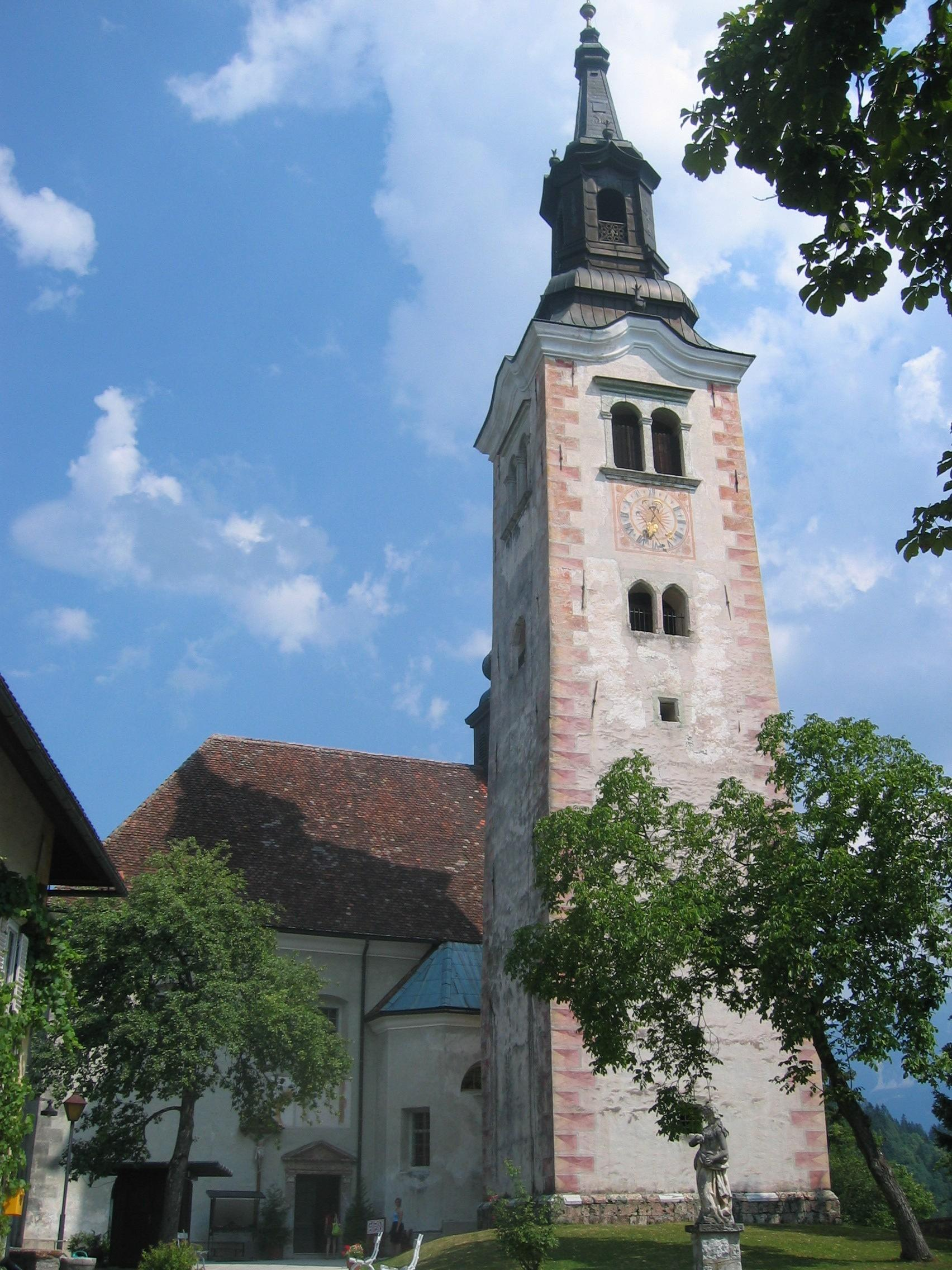
Kyrkan
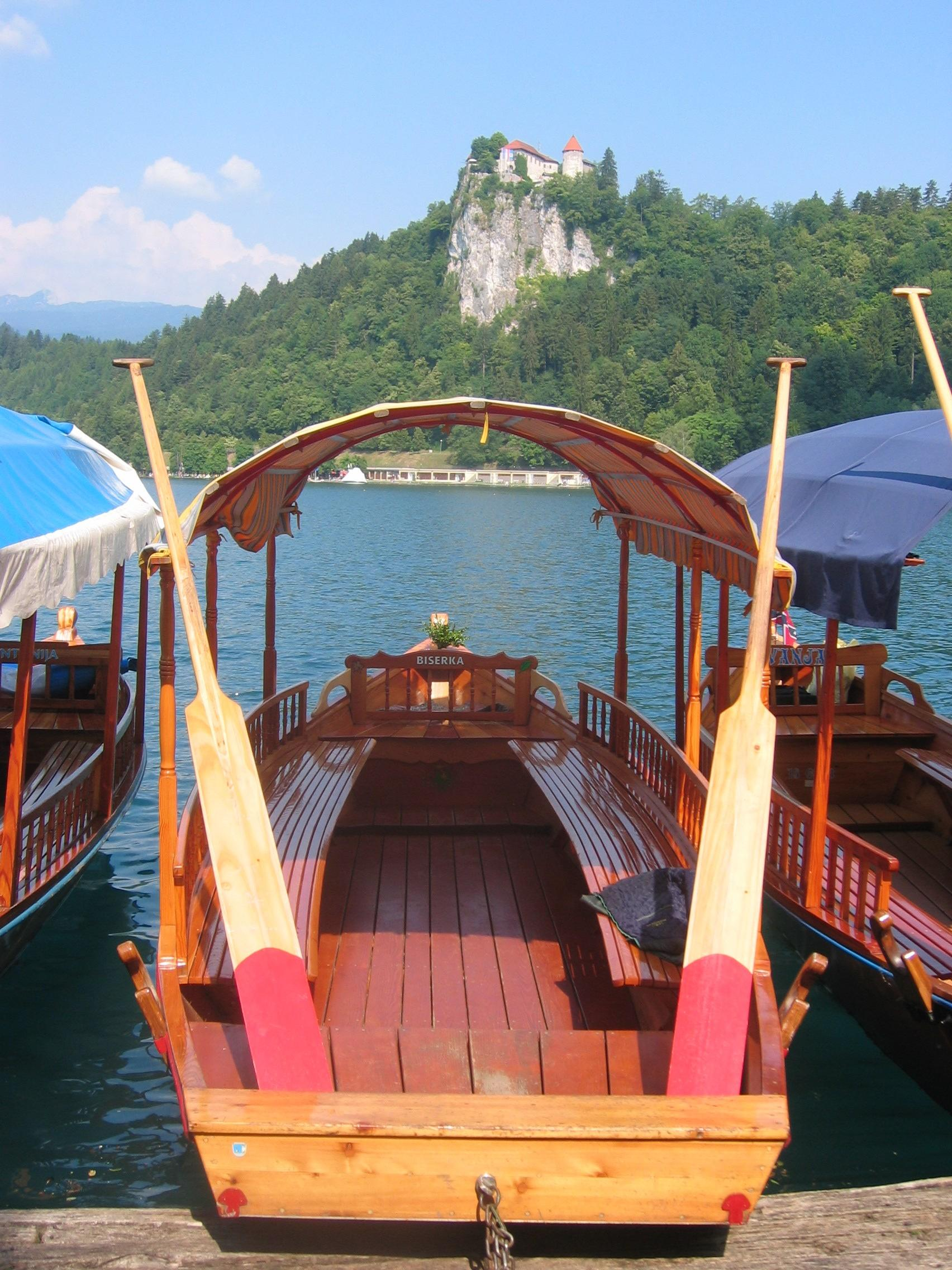
Pletna
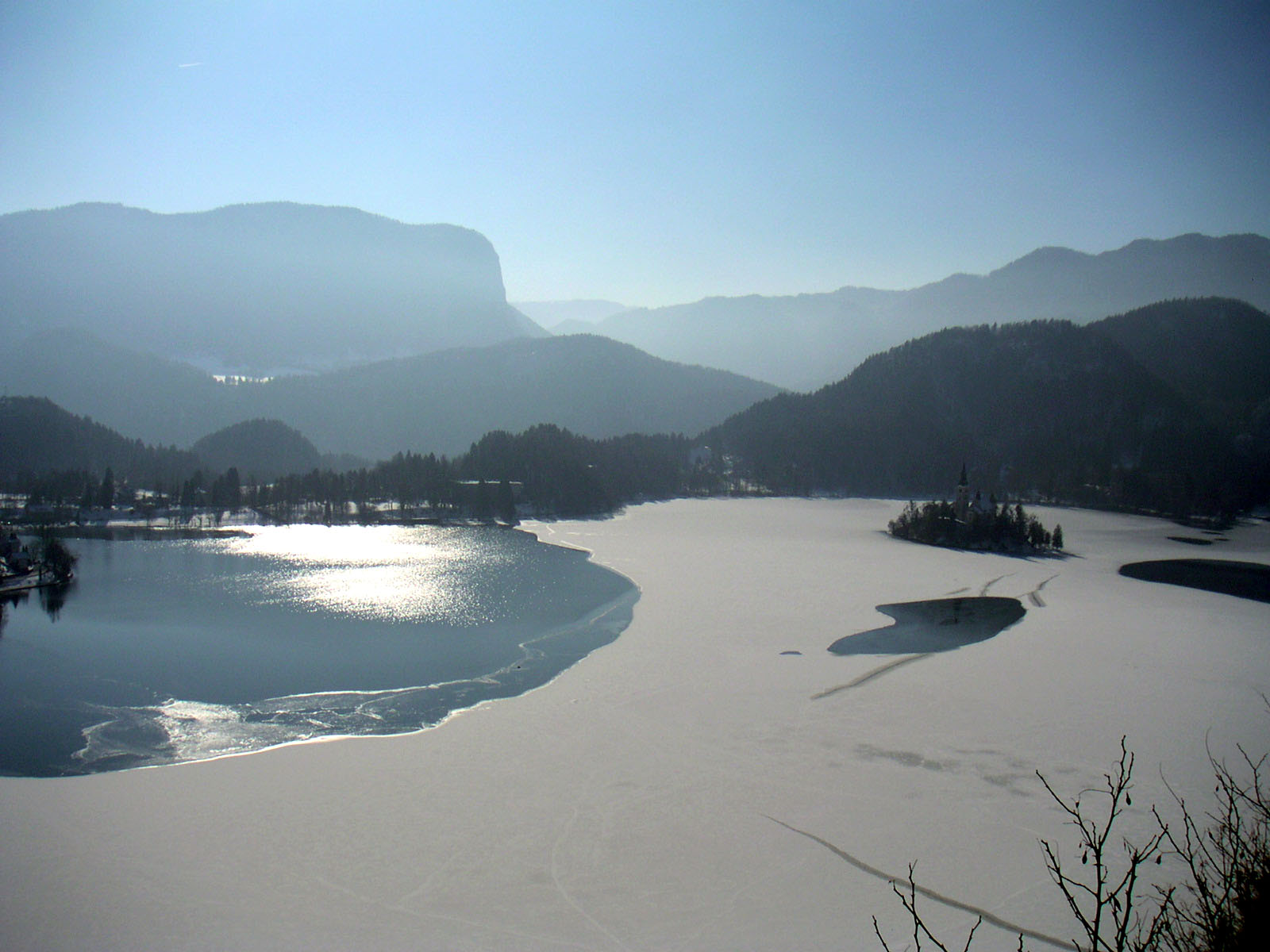
Halvfrusen sjö
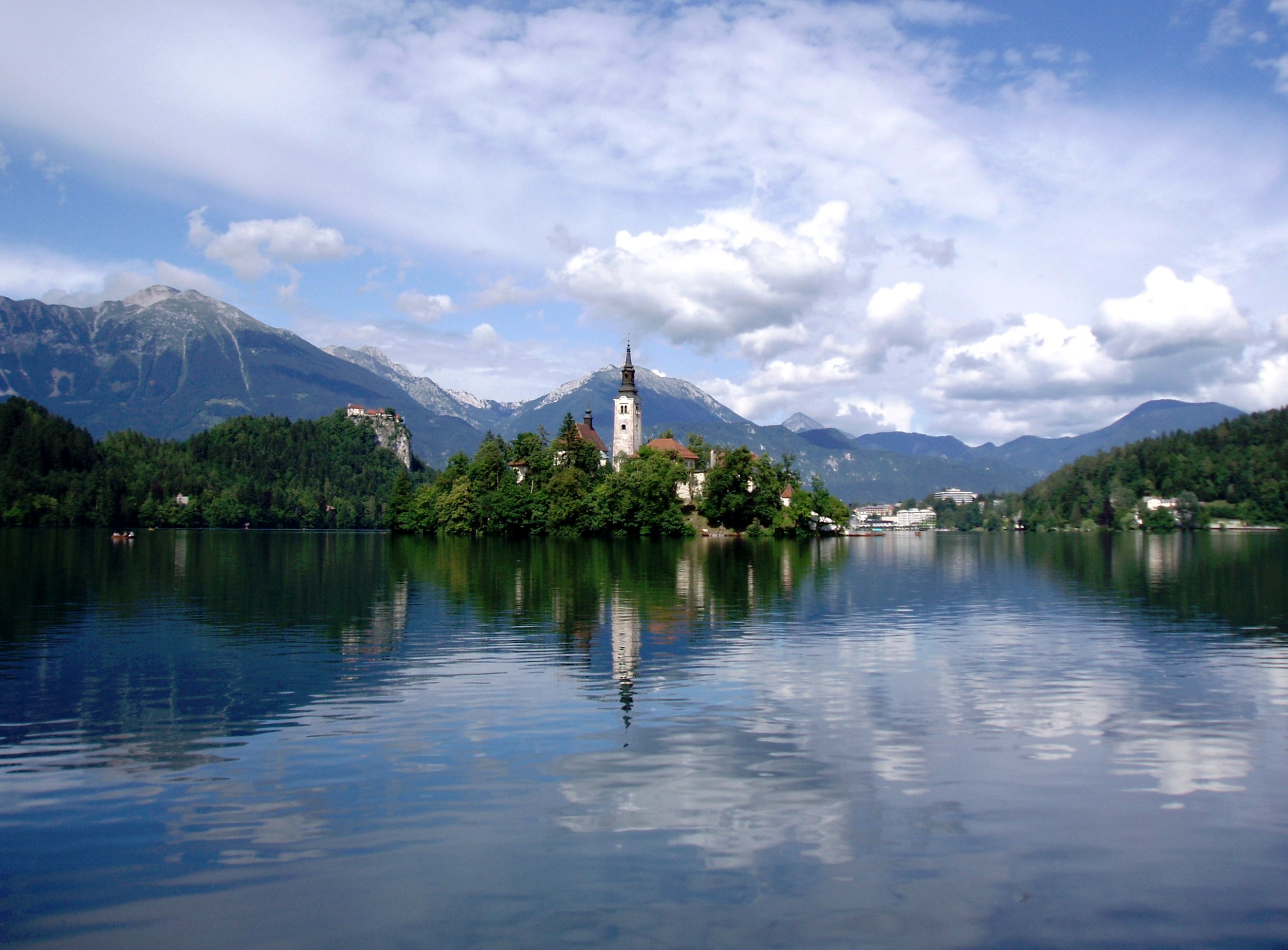
Slottet, kyrkan och staden
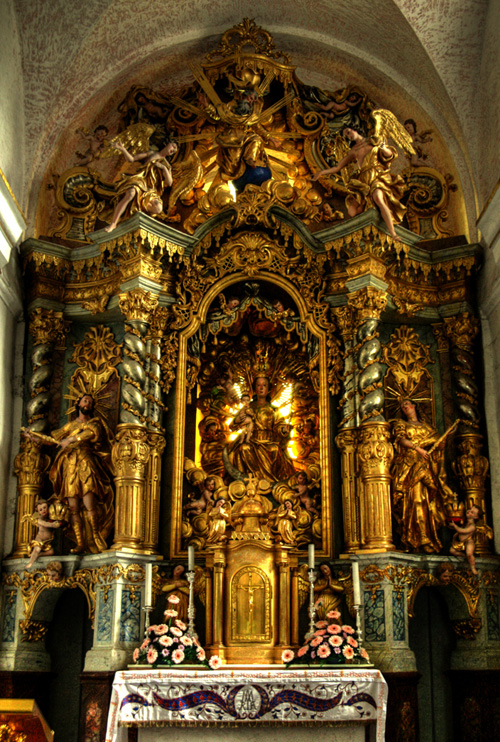
Kyrkans altare
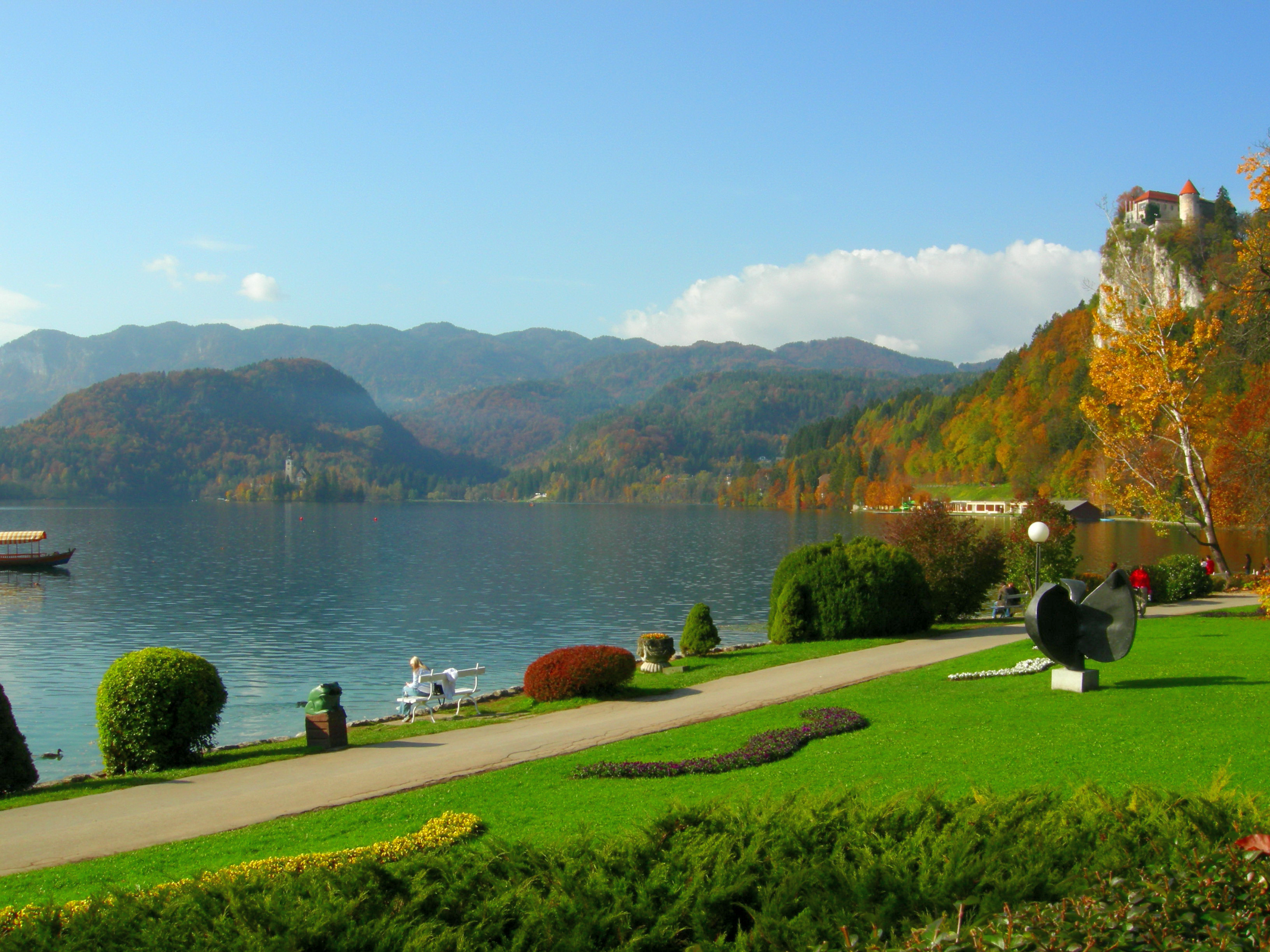
Bledsjön med slottet i övre högra hörnet.